# Scaphytopius albocephalus
Scaphytopius albocephalus är en insektsart som beskrevs av Delong 1943. Scaphytopius albocephalus ingår i släktet Scaphytopius och familjen dvärgstritar. Inga underarter finns listade i Catalogue of Life.